# Неофіт (Слєдніков)
Неофіт (Слєдніков) (в миру Микола Слєдніков; 1873, Вельск — 29 листопада 1918) — єпископ Православної російської церкви. Тимчасовий керуючий Харківською єпархією в Українській Державі Гетьмана Павла Скоропадського. 

## Життєпис
Народився у 1873 в сім'ї протоієрея Троїцького собору Вельська Вологодської єпархії. 
У 1891 був присутній при зустрічі Іоанна Кронштадтського з блаженною Асенефою Клементьєвою. Згодом записав свідчення про блаженну та її життя. 
У 1894 закінчив Вологодську духовну семінарію за першим розрядом. 
У 1898 закінчив Казанську духовну академію зі ступенем кандидата богослов'я з правом викладання в семінарії. 
1 січня 1899 призначений на посаду місіонера-проповідника Вологодської єпархії.  
13 січня того ж року призначений членом Ради Вологодського Братства в ім'я Всемилостивого Спаса, 12 березня — членом Вологодського комітету православного місіонерського товариства. 
У «Додатках до "Вологодських єпархіальних відомостей"» зазначалося: «За обов'язками єпархіального місіонера, об'їздив до крайніх меж Вологодську єпархію». 
8 серпня 1899 призначений на вакансію псаломщика при Вологодському кафедральному соборі.
У ті роки у «Вологодських єпархіальних відомостях» часто публікуються замітки і звіти Миколи Слєднікова про його діяльність. Крім того, він писав про Іоанна Кронштадтського, про подвижників благочестя у Вологодській єпархії, розповідав про випадки прояву чудесної допомоги Божої в різних життєвих ситуаціях. 
7 серпня 1908 зарахований штатним послушником Вологодського Спасо-Прилуцького монастиря, де 9 серпня єпископом Никоном Різдвяним пострижений у чернецтво з ім'ям Неофіт . 
15 серпня висвячений у сан ієромонаха і 13 жовтня того ж року призначений на посаду настоятеля Вологодського Спасо-Прилуцького монастиря. 
20 грудня 1908 затверджений на посаді Вологодського єпархіального місіонера-проповідника. 
22 березня 1909 возведений у сан ігумена і 9 вересня призначений членом єпархіальної ради училища. 
Був одним із секретарів минулого з 5 по 13 червня 1909 I Всеросійського з'їзду ченців, на якому головував єпископ Вологодський і Тотемський Нікон Рождественський. 
5 липня 1910 возведений у сан архімандрита. 
5 квітня 1911 призначений благочинним 2-го округу монастирів єпархії. 
14 лютого 1913 затверджена пропозиція Святійшого Синоду РПЦ про призначення архімандрита Неофіта єпископом Ізмаїльським, другим вікарієм Кишинівської єпархії, з тим щоби його наречення та хіротонія на єпископа були здійснені у Вологді. 
9 березня 1913 в Хрестовій церкві Вологодського архієрейського будинку відбулося наречення Слєднікова  єпископом, яке здійснили: архієпископ Ярославський Тихон Беллавін, єпископ Нікон Роджественський, єпископ Вологодський Александр Трапіцин, єпископ Великоустюзький Алексій Бельковський, єпископ Бєльський Антоній Бистров і єпископ Михайлівський Амвросій Смирнов. У «Додатках до " Вологодських єпархіальних відомостей "» зазначалося: «Прибулі архіпастирі склали собою такий освячений собор, якого Вологда не бачила ще ніколи». 
10 березня у Воскресенському соборі  Вологди тими ж єпископами хіротонізований на єпископа Ізмаїльського, другого вікарія Кишинівської єпархії . 
З 13 листопада 1914 — єпископ Прилуцький, вікарій Полтавської єпархії. Полтавським вікарієм пробув близько трьох років. Був постійним співробітником журналу «Слово». 
17 жовтня 1917 указом Синоду призначений єпископом Старобільським, вікарієм Харківської єпархії. В цей час архієпископ Антоній Храповицький брав участь в роботі Помісного Собору, тому наказав консисторії: «Управління єпархією довіряю Преосвященному Митрофану, поки преосвященний Неофіт оглянеться на новому місці» . 
17/30 травня 1918 Слєднікову доручено тимчасове управління Харківською єпархією. 
Помер 29 листопада 1918 (за іншими даними 30 вересня) від черевного тифу.  

## Твори
- Письма к игумении Арсении (Корчагиной) архимандрита Иакова (Поспелова) [текст:] : статья, гранки. - [Б. м.], нач. 1900-х. - 3 л.; 49,1-50,1 х 18,5-18,9 см. - (Рождественский Н.И. Материалы других лиц).
- «Записки миссионера» // «Вологодские епархиальные ведомости», 1902 год
- «Вечная правда» наставника Спасова согласия : замечания православного миссионера по поводу печатного издания, составленной Спасовским наставником А. О. Комиссаровым, кн. Вечной правды / миссионер Николай Следников. — Ярославль : Типография Губернского правления, 1905. — 57 с.
- Добрые люди XIX века в Вологде : Николай Матвеевич Рынин : [Некролог] / [Вологодск. епарх. миссионер Николай Следников]. - Санкт-Петербург : тип. И. Генералова, 1906. - 20 с., 1 л. фронт. (портр.).
- Добрые люди XIX века в Вологде : Петропавловский диакон [Александр Воскресенский] / Н. Следников. - Сергиев Посад : Иоанно-Предтеч. Рощен. братство в Вологде, 1907. - 64 с. : портр.; 17.
- Преподобный Арсений Комельский. (24 августа) / Ник. Следников. - Сергиев Посад : Тип. Св. - Тр. Сергиевой Лавры, 1907. - 6с. : ил.;
- «Привет приходским людям в день редкого приходского торжества» // «Церковное слово», № 89, 1908 г.
- По пути подвижников : (На добрую память о старце Максиме Погореловском) / [Соч.] Игум. Неофита. - [Сергиев Посад] : Свято-Троиц. Сергиева лавра, собственная тип., 1909. - 28 с.; 17. - (Троицкая народная беседа; Кн. 57).
- Спасо-Прилуцкий монастырь 17 января / [Игум. Неофит] V 120/1328 Вологда : тип. Губ. правл., 1910
- Труженица / архим. Неофита. - Сергиев Посад : тип. Св.-Тр. Сергиевой лавры, 1910. - 24 с.;
- Люди божии / [Соч.] Игум. Неофита. - [Сергиев Посад] : Свято-Троиц. Сергиева лавра, собств. тип., 1910. - 26 с.; 17. - (Троицкая народная беседа; Кн. 59).
- Как здесь мрачно / [Соч.] Игум. Неофита. - [Сергиев Посад] : Свято-Троиц. Сергиева лавра, собств. тип., 1910. - 12 с.;
- Иоанниты - опасные люди / [Соч.] А. Неофита. - [Сергиев Посад] : Свято-Троиц. Сергиева лавра, собств. тип., 1911. - 20 с.; 17. - (Троицкая народная беседа; Кн. 64).
- «Речь, произнесенная 9 марта 1913 г. в Крестовой церкви Вологодского архиерейского дома при наречении его во епископа Измаильского, второго викария Кишиневской епархии» // Прибавление к «ЦВ» 1913, № 12, с. 522—524.
- «В дар Христу»: Воспоминания о юродивой мон. Асенефе Клементьевой. Сергиев Посад, 1917
  - В дар Христу : (Воспоминания о юродивой монахине Асенефе Клементьевой) / Епископ Неофит. - [Репринт. изд.]. - М. : Данилов. благовестник, Б. г. (1994). - 32 с. : ил.;
- Подвижник архимандрит [Нектарий] / [Соч.] Е. Неофита. - [Сергиев Посад] : Свято-Троиц. Сергиева лавра собственная тип., 1915. - 23 с. : портр.; 17. - (Троицкая народная беседа; Кн. 76).
- Троицкая народная беседа. - [Сергиев Посад] : Свято-Троицкая Сергиева лавра, 1901-1917. - 17 см.
- Книжка 58: Никифор Петрович : [рассказ о подвижнике Божием] / [игумена Неофита]. - [Сергиев Посад] : Свято-Троицкая Сергиева лавра, 1909 (Собственная тип.). - 12 с.;

## посилання
- Неофит (Следников) на сайте «Русское православие»
- Письмо к Следникову [рукопись]. - [Б.м], 1910. - 1 л.; 5,0 х 21,7 см. - (Рождественский Н.И. Письма Никона к разным лицам.).